# Wysoka
Wysoka è un comune urbano-rurale polacco del distretto di Piła, nel voivodato della Grande Polonia.
Ricopre una superficie di 123,04 km² e nel 2004 contava 6 943 abitanti.